# Casa Corte Real
A Casa Corte Real, igualmente conhecido como Casa na Rua Dr. Joaquim Tello, n.º 1 ou Casa dos Herdeiros do Coronel Lázaro Corte Real, é um edifício histórico na cidade de Lagos, na região do Algarve, em Portugal.

## Descrição e história
O imóvel consiste numa antiga casa nobre, com uma planta de forma poligonal irregular, que se adapta ao declive do terreno. Tem acesso pela Rua Dr. Joaquim Tello, no centro de Lagos, possuindo igualmente fachadas para as Ruas 25 de Abril e Soeiro da Costa. Poderá ser o único edifício em Lagos a preservar um telhado original do período dos Descobrimentos Portugueses, com elementos inspirados na arquitectura oriental, de países como a China e a Índia, que foram visitados pelo proprietário do imóvel, D. Francisco de Almeida Corte Real.
O edifício foi construído provavelmente no Século XVII, ou nos finais do Século XVIII. Originalmente de função residencial, foi posteriormente readaptado para um estabelecimento de restauração.
Numa reunião da Câmara Municipal de Lagos de 13 de Outubro de 2003, foi decidida a classificação do edifício como Imóvel de interesse municipal, que foi oficializada pelo Edital n.º 355/2003, de 20 de Outubro. Faz igualmente parte da Zona Especial de Proteção da Igreja de Santo António e das Muralhas e Torreões de Lagos.